# Volleybal op de Paralympische Zomerspelen 2024
Op de XVIIe Paralympische Zomerspelen die in de Franse hoofdstad Parijs werden gehouden, was volleybal een van de 23 beoefende sporten, in de Arena Paris Nord een groot congrescentrum in Villepinte vlak bij het vliegveld Paris-Charles de Gaulle. Van 29 augustus tot en met 7 september waren er twee evenementen, één voor mannen en één voor vrouwen. Zowel het herenteam van Iran als het vrouwenteam van de Verenigde Staten prolongeerden hun Olympische titel.

## Kwalificatie
Bij zowel de mannen als de vrouwen waren er acht plaatsen voor het paralympisch zitvolleybaltoernooi. Gastland Frankrijk was verzekerd van deelname aan beide evenementen. De overige zeven plaatsen werden opgevuld door de winnaars van de internationale Paralympische kwalificatietoernooien.

#### Mannen
| Toernooi                                          | Datum                      | Locatie  | Plaatsen | Gekwalificeerd        |
| ------------------------------------------------- | -------------------------- | -------- | -------- | --------------------- |
| Gastland                                          | –                          | –        | 1        | Frankrijk             |
| Wereldkampioenschap ParaVolleybal 2022            | 4–11 november 2022         | Sarajevo | 1        | Iran                  |
| ParaVolley kampioenschappen Azië-Oceanië 2023     | 3–8 juli 2023              | Astana   | 1        | Kazachstan            |
| Europese kampioenschappen ParaVolley mannen 2023  | 9–15 oktober 2023          | Caorle   | 1        | Bosnië en Herzegovina |
| Parapan-Amerikaanse Spelen 2023                   | 9–13 mei 2023              | Edmonton | 1        | Brazilië              |
| Afrikaanse kampioenschappen ParaVolley 2024       | 29 januari–3 februari 2024 | Lagos    | 1        | Egypte                |
| Wereldcuptoernooi zitvolleybal 2023               | 11–18 november 2023        | Cairo    | 1        | Duitsland             |
| Paralympisch kwalificatietoernooi ParaVolley 2024 | 3–10 april 2024            | Dali     | 1        | Oekraïne              |
| Totaal                                            |                            |          | 8        |                       |

#### Vrouwen
| Toernooi                                          | Datum                      | Locatie  | Plaatsen | Gekwalificeerd   |
| ------------------------------------------------- | -------------------------- | -------- | -------- | ---------------- |
| Gastland                                          | –                          | –        | 1        | Frankrijk        |
| Wereldkampioenschap ParaVolleybal 2022            | 4–11 november 2022         | Sarajevo | 1        | Brazilië         |
| ParaVolley kampioenschappen Azië-Oceanië 2023     | 3–8 juli 2023              | Astana   | 1        | China            |
| Europese kampioenschappen ParaVolley mannen 2023  | 9–15 oktober 2023          | Caorle   | 1        | Italië           |
| Parapan-Amerikaanse Spelen 2023                   | 9–13 mei 2023              | Edmonton | 1        | Verenigde Staten |
| Afrikaanse kampioenschappen ParaVolley 2024       | 29 januari–3 februari 2024 | Lagos    | 1        | Rwanda           |
| Wereldcuptoernooi zitvolleybal 2023               | 11–18 november 2023        | Cairo    | 1        | Canada           |
| Paralympisch kwalificatietoernooi ParaVolley 2024 | 3–10 april 2024            | Dali     | 1        | Slovenië         |
| Totaal                                            |                            |          | 8        |                  |

## Medailles
| Onderdeel | Goud | Goud | Zilver | Zilver | Brons | Brons |
| --------- | ---- | ---- | ------ | ------ | ----- | ----- |
| mannen    | IRI  |      | BIH    |        | EGY   |       |
| vrouwen   | USA  |      | CHN    |        | CAN   |       |